# Powiat Quinto
Quinto (wł. Circolo di Quinto) – powiat w Szwajcarii, w kantonie Ticino, w okręgu Leventina. Siedziba administracyjna powiatu znajduje się w miejscowości Quinto. 
Powiat składa się z trzech gmin (comune) o powierzchni 106,54 km² i o liczbie mieszkańców 1 614.

## Gminy
| Nazwa gminy     | Powierzchnia km² | Liczba mieszkańców 31 grudnia 2021 |
| --------------- | ---------------- | ---------------------------------- |
| Dalpe           | 14,55            | 167                                |
| Prato Leventina | 16,82            | 385                                |
| Quinto          | 38,87            | 325                                |